# Johann Ernst Immanuel Walch
Johann Ernst Immanuel Walch (29. august 1725 – 1. december 1778) var en tysk teolog og geolog. Han var søn af teologen Johann Georg Walch.
Walch studerede semitiske sprog, naturvidenskab og matematik i Jena. I 1748 rejste han, sammen med sin bror Christian Wilhelm Franz Walch et år udenlands. Rejsen gik igennem Holland, Frankrig og Italien. 1750 blev han ekstraordinær professor i teologi, 1754 ordentlig professor i logik og metafysik, 1759 i retorik og poetik.
Walch var udgiveren af tidsskriftet Der Naturforscher ("Naturforskeren" (1774-1778)) og fra 1749 medudgiver af Zeitungen von gelehrten Sachen ("Efterretninger om lærde sager").
Allerede i 1771 anvendte Walch betegnelsen trilobit i sine geologiske skrifter, dette udtryk blev først almindeligt anvendt i videnskaben i starten af det 19. århundrede.

## Værker
- Diatribe de ortu et progressu artis criticae apud veteres romanos (1747)
- Einleitung in die Harmonie der Evangelien (1749)
- Dissertationes in Acta Apostolorum (1756-1761)
- De arte critica veterum Romanorum (1757)
- Die Naturgeschichte der Versteinerungen zur Erläuterung der Knorrischen Sammlung von Merkwürdigkeiten der Natur (1771)
- Antiquitales symbolicae (1772)
- Observationes in Matthaeum ex Graecis inscriptionibus (1779)